# Jay Graber
Jay Graber   (Tulsa, 1991) és una enginyera de programari estatunidenca i executiva en cap de Bluesky, una plataforma social de microblogging i societat de benefici i interès comú.

## Trajectòria
Graber va néixer el 1991 a Tulsa, filla de pare suís-estatunidenc i mare xinesa-estatunidenca. La seva mare la va anomenar «Lantian», que significa «cel blau» en mandarí, com un desig perquè tingués «llibertat il·limitada».
Graber es va matricular a la Universitat de Pennsilvània el 2009. Durant el seu últim any va guanyar una beca per a cofundar un programa de banc de temps per a estudiants. Es va graduar amb una llicenciatura en ciència, tecnologia i societat.
El 2015, Graber va començar a treballar com a enginyera de programari per a SkuChain a Mountain View. Després va treballar en una fàbrica de Moses Lake, soldant equips de mineria de bitcoins. El 2016 va començar a treballar com a desenvolupadora júnior per a la criptomoneda Zcash. El 2019, va fundar Happening, Inc., un lloc web de planificació d'esdeveniments. Va ser nomenada executiva en cap de Bluesky l'agost de 2021, dos anys després que el projecte s'anunciés per primera vegada com a iniciativa a Twitter.